# Christopher Evans (Politiker)

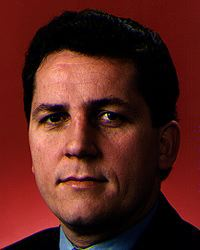
Christopher Evans

Christopher Vaughan Evans (* 14. Mai 1958 in Cuckfield, England) ist ein australischer Politiker der Australian Labor Party. Er ist nicht zu verwechseln mit dem fast namensgleichen US-amerikanischen Schauspieler Christopher Robert „Chris“ Evans.

## Leben
Nach seiner Schulzeit studierte Evans an der University of Western Australia. Evans ist Mitglied der Australian Labor Party. Von 1993 bis 2013 war Evans als Senator im Australischen Senat vertreten, davon von 2007 bis 2013 als Vorsitzender der Regierungsmitglieder im Senat (Leader of the Government).
Evans war von 2007 bis 2010 Minister für Einwanderung und Staatsbürgerschaft in Australien, danach von 2010 bis 2011 Minister für Bildung und Hochschulen, Fähigkeiten, Berufe und Arbeitsbeziehungen und von 2011 bis 2013 Minister für tertiäre Bildung, Qualifizierung, Wissenschaft und Forschung.
Evans ist verheiratet und hat zwei Söhne.